# Гохмут, Карл Иванович фон
Карл Иванович фон Гохмут (нем. Karl von Hochmuth; 3 июля 1673, Кирхберг, Цвиккау — 27 марта 1736, Рига) — русский военный и государственный деятель немецкого происхождения, рижский вице-губернатор (1734—1736).

## Биография

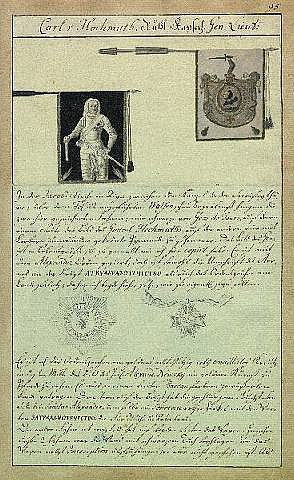
Лист из книги историка Иоганна Кристофа Бротце (1742—1823), посвящённый Гохмуту. На листе воспроизведены портрет Гохмута, изображение ордена Святого Александра Невского, которым он был награждён, и его надгробие (или герб).

Родился в 1673 году в Кирхберге (Саксония). Учился в школе Святого Фомы в Лейпциге. В 1704 году, имея определённый военный опыт (в частности, в 1702 году предположительно участвовал в рядах саксонской армии в битве при Клишове), был принят на русскую службу с чином армейского капитана.
За отличие в Полтавском сражении Гохмут был произведён в подполковники. В 1712 году был произведён в полковники, после чего вплоть до конца Северной войны принимал участие в сражениях против шведов. Затем, в составе армии под личным командованием императора Петра I фон Гохмут принимал участие в Персидском походе, причём в 1723 году Пётр I лично произвёл его в генерал-майоры. 
В 1730 году он был произведён в генерал-поручики (генерал-лейтенанты; в немецких источниках встречается весьма спорная информация, что уже в следующем 1731 году он был произведён в генерал-аншефы). В 1732 году императрица Анна Иоанновна, особенно благоволившая к Гохмуту, наградила его орденом Святого Александра Невского.
В 1734—36 годах фон Гохмут был Ливонским (лифляндским, рижским) вице-губернатором. Скончался находясь в должности.